# NAT Port Mapping Protocol
Il NAT Port Mapping Protocol (NAT-PMP) è un protocollo di rete per la creazione di impostazioni Network Address Translation (NAT) e la configurazione automatica di forwarding senza intervento da parte dell'utente. Il protocollo determina automaticamente l'indirizzo IPv4 esterno di un gateway NAT, e fornisce mezzi alle applicazioni per comunicarne i parametri. NAT-PMP è stato introdotto nel 2005 da Apple come alternativa all'Internet Gateway Device Protocol implementato in molti router. Il protocollo è stato pubblicato come RFC da parte dell'IETF come RFC 6886.
NAT-PMP è il predecessore del Port Control Protocol (PCP).
NAT-PMP utilizza l'UDP su porta 5351.